# Ильюшин, Игорь Иванович
Игорь Иванович Ильюшин (род. 23 апреля 1961, Днепропетровск) — украинский историк, доктор исторических наук, профессор, заведующий кафедрой международных отношений Киевского славистического университета. Специализируется на новейшей истории Украины — истории вооружённого сопротивления, повстанческом движении и др.

## Биография
Родился 23 апреля 1961 года в Днепропетровске.
В 1988 году окончил исторический факультет Киевского государственного университета имени Т. Г. Шевченко (по специальности — историк, преподаватель истории и обществоведения). В 1988—1991 годах работал в Криворожском горнорудном институте. В 1994 году окончил аспирантуру на кафедре истории западных и южных славян Киевского университета. В 1995 году защитил кандидатскую диссертацию «Крестьянские военные формирования в национально-освободительной борьбе польского народа времён Второй мировой войны».
В 1995–1998 гг. Ильюшин работал ассистентом кафедры истории славян, с 1998 по 2003 — доцентом. Специалист по новейшей истории Польши и российско-польских взаимоотношений. Преподавал в Киевском университете имени Т. Г. Шевченко нормативный курс «История западных и южных славян» (новая эпоха), спецкурсы по новой и новейшей истории Польши и других стран Центрально-Восточной Европы.
В 2003 году Игорь Ильюшин защитил докторскую диссертацию на тему «Польское военно-политическое подполье на Западной Украине (1939-1945 гг.)».

## Работы
Игорь Ильюшин является автором более 50 научных и учебно-методических трудов. Среди них:
- ОУН-УПА и украинский вопрос в годы Второй мировой войны (в свете польских документов). — К., 2000;
- Противостояние УПА и АК (Армии Крайовой) в годы Второй мировой войны на фоне деятельности польского подполья в Западной Украине. — К., 2001;
- Волынская трагедия 1943—1944 гг. — К., 2003 и др.
- Важке українсько-польське історичне минуле в матеріалах слідства Польського інституту національної пам’яті w: Україна-Європа-Світ. — Вип. 4: Міжнародний збірник наукових праць. Серія: Історія, міжнародні відносини,red. Л. М. Алексієвець. — Тернопіль, wyd. Вид-во ТНПУ ім. В. Гнатюка
- Stosunki polsko-ukraińskie w okresie II wojny światowej oraz pierwszych latach powojennych w historiografii ukraińskiej po roku 1989, [w:] Historycy polscy i ukraińscy wobec problemów XX wieku, pod red. Piotra Kosiewskiego i Grzegorza Motyki, Kraków: «Universitas», 2000, s. 179—188.
- Utworzenie i działalność czekistowskich grup operacyjnych NKWD w zachodnich obwodach Ukrainy w latach 1939—1940. (Na podstawie materiałów Państwowego Archiwum Służby Bezpieczeństwa Ukrainy), «Zeszyty Historyczne» 2001, z. 135, s. 49-74.
- UPA i AK. Konflikt w Zachodniej Ukrainie (1939—1945), Warszawa 2009.

Имеет научные публикации в Польше, Франции, США.

## Награды
Лауреат Капитулы польско-украинского единения (2009).